# Огородный (Краснодарский край)
Огородный — посёлок в Приморско-Ахтарском районе Краснодарского края.
Входит в состав Приморско-Ахтарского городского поселения.
Прежнее название поселка: Хутор Будённый.

## География
Поселок расположенный в окружении каналов и лиманов, находится в 4,5-5 километрах (птичьего полета) от Ахтарского лимана, входящего в акваторию Азовского моря. Такое расстояние обеспечивает поселку отсутствие подтоплений (затрагивающих многие прибрежные населенные пункты).
В посёлке находится Егерский кордон «Пальчикиевский».

### Улицы
- ул. Будённого,
- ул. Дорожная,
- ул. Космонавтов,
- ул. Ленина,
- ул. Мира,
- ул. Молодёжная,
- ул. Степная,
- ул. Центральная.

## Население
Численность населения поселка медленно растет за счет переезжающих из других регионов России и дачников.
| 2002 | 2010 |
| ---- | ---- |
| 266  | ↗267 |

## Достопримечательности
- Монумент местным жителям - участникам Великой Отечественной войны[5].

## Социальная сфера
В поселке Огородный имеется фельдшерско-акушерский пункт,два продуктовых магазина.
Поселок полностью газифицирован природным газом. Проведены линии центрального водоснабжения (своя водонапорная башня).
В 2020-2021 годах в поселке проведена реконструкция линий электропередач, установлены новые точки освещения улиц.
По состоянию на декабрь 2021 года в поселке работает 1 местный интернет-провайдер, не считая операторов мобильных сетей.